# Bilboké

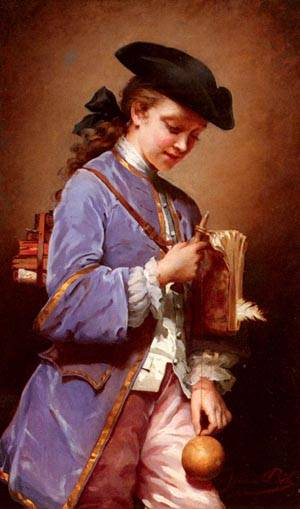
Jeanne Bole: L'Enfant au Bilboquet (målning från 1800-talet).

Bilboké (från franskans bilboquet), även kulbägare eller kulfångare, är en leksak som består av ett skaft på vars ena ända en skål är anbragt, medan den andra slutar i en spets, samt en medelst en tråd vid skaftet fäst kula, vilken skall uppfångas i skålen eller på spetsen.
Bilbokén har i olika varianter mycket gamla anor och förekommer hos såväl inuiter som söderhavsfolk. Leksaken blev mycket populär vid Henrik III:s hov och spreds därifrån till överklassen i Europa, och var under 1500-talet ett vanligt attribut för pojkar hos porträttmålarna.[källa behövs] I Storbritannien blev leksaken mycket populär vid mitten av 1800-talet, en popularitet som varade fram till sekelskiftet.
Märta Helena Reenstierna beskrev julen 1833 att "belle bouquette" var en av julens tidsfördriv på Årsta. Orvar Odd har från sin barndom beskrivit:
| ” | man satt hela timmarna och lekte med den lilla elfenbenskulan och dess tillhörande skål, man satt där och kastade och kastade, förglömmande därvid hela världen, och när man händelsevis någon gång lyckades få kulan att fastna - o! på själva spetsen, tyckte man sig vara fullt ut lika god karl, som den lille korsikanen, när han stigit över Alperna och intagit Italien. Men man fann att denna leksak efter några års förlopp förlorade mycket av sitt första behag, man stoppade sålunda bilboqueten i en skräplåda och nu kom kaleidoskoperna i svang. | „ |